# Shuiche, Guangdong
Shuiche (kinesiska: 水车) är en köping i sydöstra Kina. Den ligger i stadsdistriktet Meixian i staden Meizhou i provinsen Guangdong, omkring 300 kilometer öster om provinshuvudstaden Guangzhou. Antalet invånare är 14 792. Befolkningen består av 7 474 kvinnor och 7 318 män. Barn under 15 år utgör 16,0 %, vuxna 15-64 år 69 %, och äldre över 65 år 14,0 %.